# 6.5×50mm有坂子彈
6.5×50mm有坂子彈是日本帝國一战至二战时期使用火藥棉作為發射火藥的标准步枪弹，配用于日本有坂30、38式步枪和大正11年式轻机枪等槍械。

## 設計及性能
6.5x50mm有坂子彈是1897年与“三十年式步枪”配套开发的，亦日本第一款无烟火药子弹。最早为细长的圆头弹，称作“三十年式实包”；1905年推出的38式步枪时，最初目的仅是改进三十年式步枪的不足，所以以兼容此弹为标准开发，未有专门研制新弹。
随着世界各国弹药尖头化，1907年6.5毫米有坂弹亦推出日本第一款尖头弹版本，以兼容30、38式步枪为标准开发，为细长的尖头弹（二者均为铅芯），称作“四十式銃弾”，总长与“三十年式实包”相同。
1941年后，子彈被進一步縮短。为了方便士兵和军需官，在包装上统一标示为“三八式铳实包”。虽然后两者均为四十年（1907年）后开发的产品，不过与最初两者均可完全兼容使用。此外，也有為机枪推出过减装药版本及其它用量较少的各种改版。
有坂子彈在設計上也擁有高倍徑比的特性。高倍徑比的子彈受限於體積、體積與尺寸的關係，運動的特性往往從一般大氣的環境下突然變化成為高密度的環境時，例如人體，密度的變化限制了彈頭進行物理性的變化。而且，像有板子彈這種高倍徑比的彈頭受限於尺寸，因此要產生滾轉的效應機率就會下降，一方面是初速的原因；而且初速象徵彈頭僅具有比較低的動能焦耳量，再因為彈頭的設計並不是純正的矛式設計，以及例如人體的密度中均值而影響，毋寧說是限制了彈頭能夠形成滾轉的機會，所以反而產生穩定的貫穿力量。
普遍來說，低長徑比並且具有矛式彈尖的彈頭很容易因為密度的變化而在擊中物體後產生滾轉，而滾轉又會引發與加速彈頭的變形與彈頭罩破裂，尤其彈頭曾經先擊穿過堅硬的物體而變形後，彈頭的破裂的過程會變的更快。這亦是子彈如何對目標造成殺傷的方式。
即便在數據上平平無奇，卻也因二战时期的加工粗劣和资源缺少，使得该枪的铜被甲厚度很低，容易在击中人体后暴露出铅芯，從而引發了更強的殺傷力；美國軍醫部所出的書本称其中头部到躯干中弹后形成可怕的巨大穿出伤的亦不在少数，并称6.5×50有坂弹长在150m、最多200m内命中人体会出现相当可观的弹头变形，但在200m至600m距离上飞行弹道会非常稳定，命中人体之后也很难失稳，因此会形成擊中目標後，进口出口一样大的情况。

## 銷售
6.5×50mm枪弹在第一次世界大战期间也销售到欧洲国家。一战期间，三八枪和它的前身三十年式都被英国人用于训练单位和海空军单位以将恩菲尔德步枪用于前线。俄国人缺枪，将它广泛用于战场，著名的内战时的捷克军团用的几乎全是三十年式和三十八年式。同时他们设计的世界最早的自动步枪费德洛夫M1916式也用了该子弹，是因为在所有的主流步枪全威力弹中它的威力刚刚好，後座力不会太大。芬兰人用它来当后备部队卡宾（骑兵）枪及民团的弹药。其他國家如阿尔巴尼亚、墨西哥等也有少量引进。另外，日本军部曾大量走私步枪到中国；在军阀混战时期成为另一种常见步枪（奉系以及直系以至于到后来山西晋系均曾使用过6.5毫米口径步枪，但主力口径均为7.9毛瑟系列步枪）；国民革命军最早的获得的苏援武器也是此款，苏联获得三八式步枪的来源除一战期间购得外，还有因为日本西伯利亚出兵撤退时缴获而得，接着再提供给当时缺乏军火的国民革命军。抗日战争结束，侵华日军投降后，缴获的三八式步枪在中国国共内战期间广泛使用。国军方面使用的均扩膛修改为7.92毫米，以配合自产弹药。另外，中国各兵工厂在清末民初时期曾生产6.5×50mm有坂子弹，其所产子弹的弹壳经修改，与日制不兼容，产量也少。北洋袁世凯时期因北洋政府所属军工署所做测试结果指6.5×50mm有坂子弹与毛瑟7.9步枪弹相比在较远距离威力不足，因此废弃6.5×50mm有坂子弹生产，其后仅广东兵工厂仍有极少量自产，用于在广东民间销售。

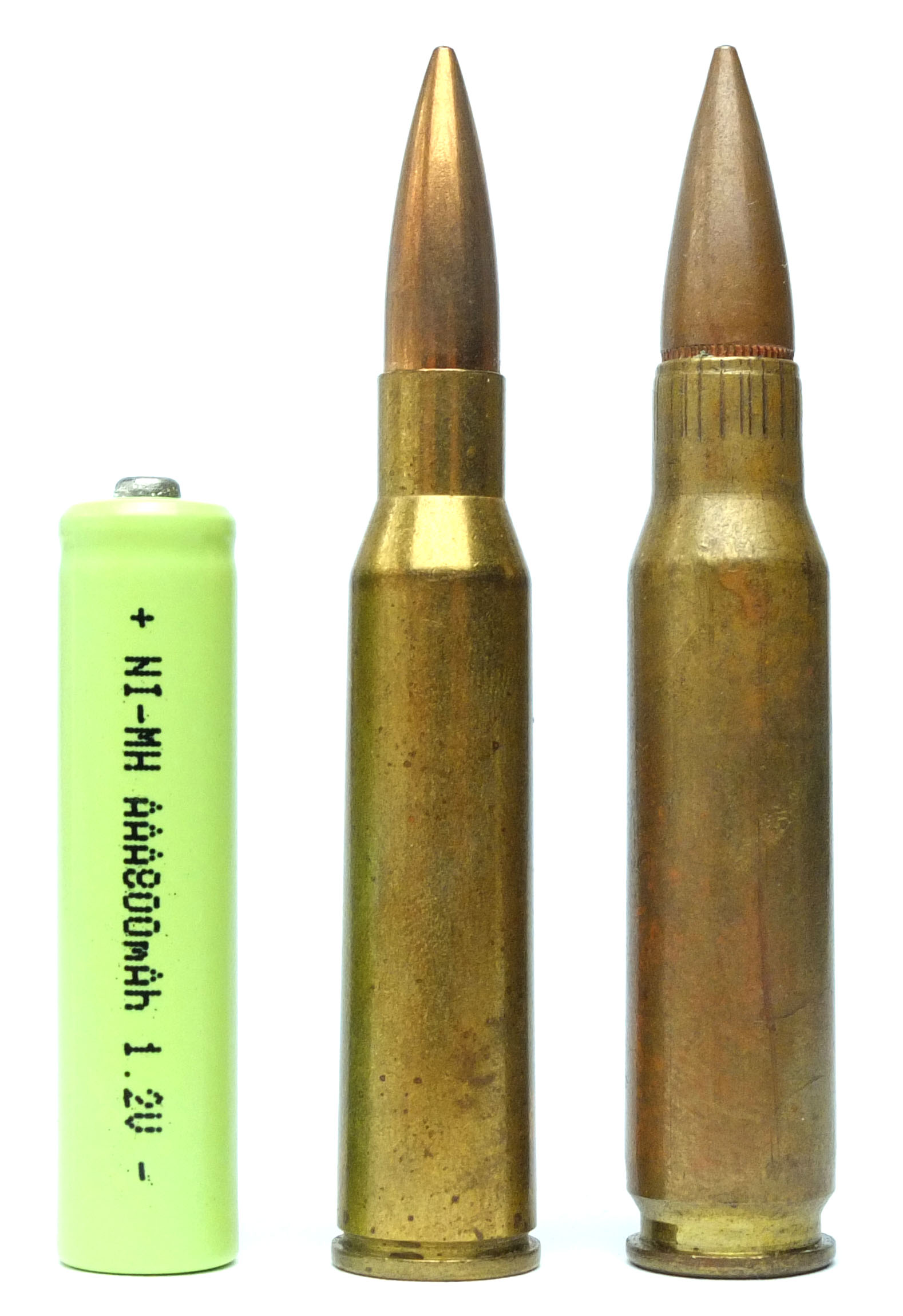
后期尖头并缩短的三八式步槍彈（中）和二戰後研發的北約7.62步槍彈（右）比較

## 使用國家
- 日本

生產國
- 中華民國

因南京政府制式装备为进口和仿制的德国7.92X57mm“毛瑟步枪弹”，从“汉阳造”到“中正式”至“捷克轻机枪”均兼容毛瑟弹，因此6.5X50mm有坂弹仅在地方军阀有所仿製使用，中央军因没有正规弹药供应不屑使用。后八路军因南京政府中断了军饷弹药供应，被迫以戰場上擄獲或戰後接收自關東軍为主，为有坂弹主要用户，其间八路军亦尝试用用过的6.5mm有坂弹壳重装制成子弹，但较工业生产的有坂弹相比，没有质量一致性，超过两百米后几不堪用。
- 英国

訓練用槍
- 俄罗斯帝国

第一次世界大戰時向日本購買
- 芬兰

用於1918年的內戰

## 相關條目

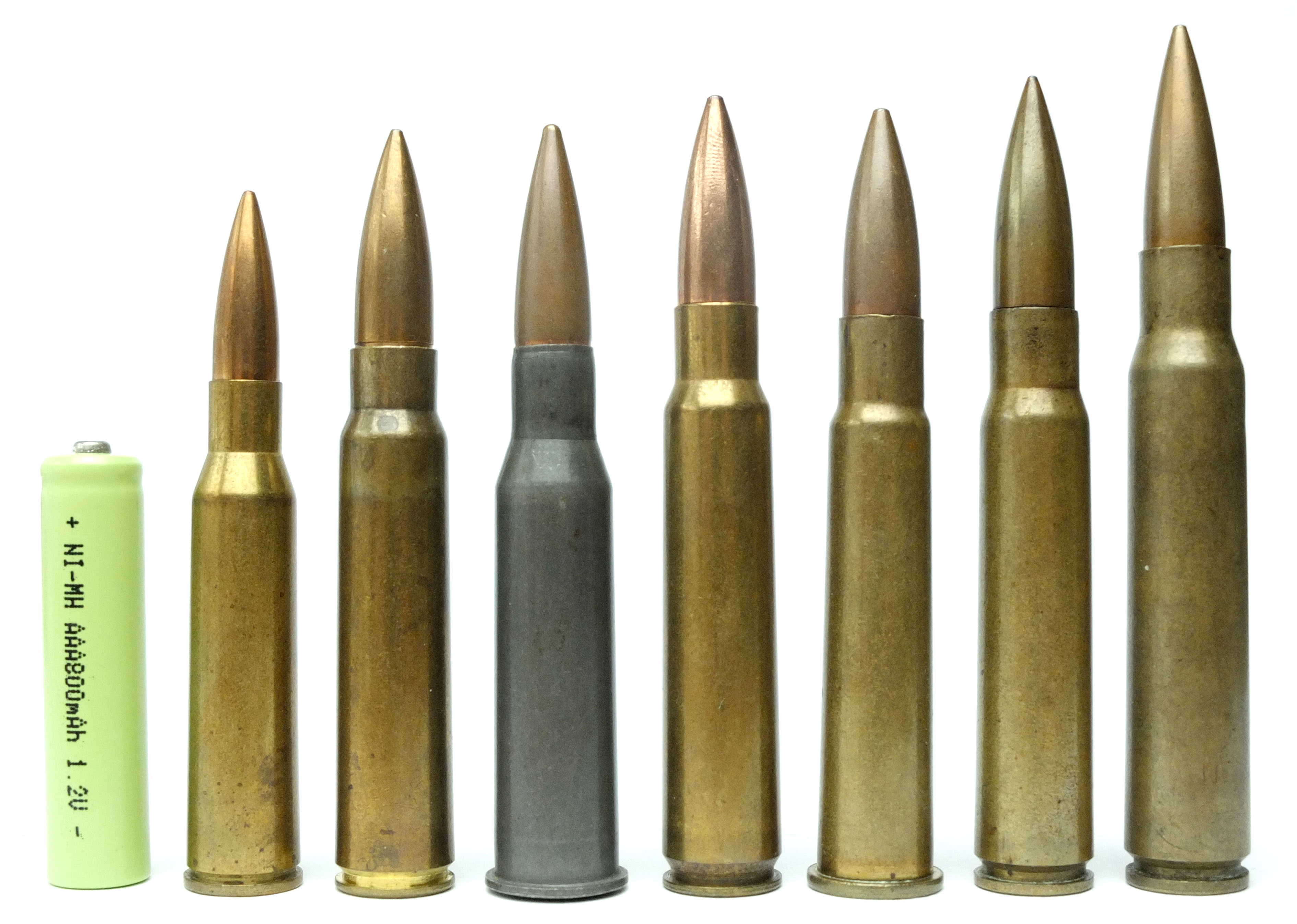
二次大戰時全要參戰國用步槍子彈，由左至右分別是：
6.5×50mm有坂子彈（日本/俄罗斯帝国/苏联）、7.65x53mm子彈（阿根廷/比利時）、7.62x54mmR子彈（蘇聯）、7.7x58mm有坂子彈（日本）、.303子彈（英國）、7.92x57mm毛瑟子彈（德國/中國）、.30-06子彈（美國）